# PRISM (logiciel)
PRISM est un logiciel utilisé dans le monde de l'astronomie pour exécuter des observations avec un télescope et tous les périphériques qui y sont attachés comme des caméras CCD ou CMOS, des roues à filtres, des systèmes de focalisation, un dôme, une station météo et un rotateur de champ,.
Ce logiciel inclut une carte du ciel très détaillée pour le pointage et le suivi des objets du ciel.
Il permet la réduction des données et possède un grand nombre de fonctions de calibration et de traitement d'images aussi bien pour produire des images du ciel profond,,, des images planétaires, que des analyses scientifiques. De très nombreux astéroïdes géocroiseurs (2011 VP12, 2012 RM2, 2013 YL2, 2016 HX3, 2016 PM) et comètes ont été découverts grâce à ce logiciel (281P/MOSS, 373P/Rinner, C/2012 CH17 (MOSS), C/2013 V5 (Oukaimeden)  par des utilisateurs comme Claudine Rinner et Michel Ory. Tous ces objets sont enregistrés au Centre des planètes mineures.
Il est utilisé par la communauté des astronomes amateurs en France, simplement pour réaliser de belles images, ou des mesures pour des collaborations pro-amateur pour la recherche scientifique en astronomie, et enfin par des instituts professionnels comme le Centre national de la recherche scientifique (CNRS) et l'Observatoire européen austral (ESO).
De nombreuses mesures d'étoiles variables et pulsantes ont été réalisées par des utilisateurs comme Laurent Bernasconi,.
Ce logiciel existe depuis 1992 sous forme de logiciel DOS et a migré sous Windows en 1995, en langues française et anglaise. 
En 2017, la version 10 est distribuée et compte plus de 1 million de lignes de code. Ce logiciel fonctionne exclusivement sous le système d'exploitation Windows.
Les différentes dates de lancement des versions sont indiquées dans la table ci-dessous :
| Version | Date de lancement |
| ------- | ----------------- |
| V10     | Février 2016      |
| V9      | Mai 2014          |
| V8      | Mars 2011         |
| V7      | Avril 2008        |

Ce logiciel a été écrit principalement par Cyril Cavadore, mais d'autres contributeurs comme Stéphane Charbonnel, Boris Gaillard et Raoul Behrend ont participé au projet. Il est actuellement distribué par la société ALCOR-SYSTEM.